# Once More, with Feeling
Once More with Feeling és el setè capítol de la sisena temporada de la sèrie americana Buffy the Vampire Slayer («Buffy la caça vampirs»). Va ser emès als Estats Units el 6 de novembre del 2001. Joss Whedon que va crear la sèrie, n'és el director, guionista i compositor de les cançons. És un musical alhora homenatge i paròdia de les grans comèdies musicals de Hollywood.

## Personatges

### Buffy Summers
És interpretada per la protagonista de la sèrie, Sarah Michelle Gellar. Ha estat escollida com a slayer (caçadora) per lluitar contra els vampirs, dimonis i les forces del mal. És una noia de tants anys que ha deixat la universitat a causa de la mort de la seva mare, Joyce Summers. En aquell moment viu a casa de la seva difunta mare amb la seva germana, Dawn Summers, la qual és humana; la seva millor amiga, Willow Rosensberg, que també és humana, però és una poderosa bruixa; i la xicota de la seva millor amiga, Tara Maclay, que també és una bruixa. Al final de la cinquena temporada se suïcida per salvar la seva germana, i segons ella, va al cel. Però els seus amics creuen que s'ha quedat atrapada en una mena d'infern. A la segona part del primer episodi de la sisena temporada la ressusciten. Per no preocupar els seus amics, no diu a ningú –excepte a Spike– que l'han treta del cel.

### Xander Harris
Interpretat per Nicholas Brendon, és el millor amic de Buffy. Treballa de paleta i està promès amb Anya. En la cinquena temporada deixa de viure al soterrani dels seus pares i es compra una casa per viure amb la seva promesa. Encara que no ho diu, no està del tot segur de si es vol casar o no –tot i que vol passar la seva vida amb l'Anya– perquè té por que les coses puguin anar malament. Forma part del Scooby Gang, que és el grup d'amics de Buffy.

### Willow Rosensberg
Interpretada per Alyson Hannigan, és la millor amiga de Buffy. És humana, tot i que és una bruixa molt poderosa. Aquest personatge comença a provar la màgia a partir de la segona temporada, i els seus coneixements van augmentant cada cop més fins a un punt que esdevé perillós. La seva xicota, la Tara Maclay, l'adverteix en el capítol anterior que fa un mal ús de la màgia –ja que l'utilitza per tot–. Willow, com que creu que aquesta disputa sobre la màgia pot afectar la seva relació, li fa un encanteri perquè oblidi que han discutit i que ella pensa que no hauria d'estar utilitzant tant la màgia. Al final de la cinquena temporada, quan Buffy se suïcida, creu que s'ha quedat atrapada a una dimensió infernal. Al principi de la sisena temporada, basant-se en aquesta creença, juntament amb la resta del Scooby Gang, decideixen ressuscitar-la. El que no sabia quan ho va fer és que ella havia anat al cel.

### Anya Jenkins
Interpretada per Emma Caulfield, és una exdimoni de la venjança, a qui li van treure els poders –la van fer humana– com a càstig. Quan va passar això, va començar a sortir amb Xander i va passar a formar part del Scooby Gang. Actualment, explota la botiga de Magic Box, i està promesa amb Xander, tot i que també té els seus dubtes sobre el casament.

### Dawn Summers
Interpretada per Michelle Trachtenberg, és la germana de 15 anys de Buffy i és humana, tot i que no sempre ho ha estat. En la cinquena temporada uns monjos transformen una energia mística -que és una clau- en la germana de Slayer, i modifiquen la memòria de tothom perquè la recordin; així Buffy podrà protegir-la. Glory és una deessa exiliada de la seva dimensió, que vol utilitzar Dawn (la clau) per a transformar la nostra dimensió en la seva -un infern-. Abans, però, necessita fer un ritual en el qual ha d'utilitzar la sang de Dawn per a obrir les portes de l'infern, i fins que la sang no pari les portes no es tancaran. Malauradament, el Scooby Gang no arriba a temps per aturar el ritual, i Buffy se suïcida per salvar el món i la seva germana, ja que tenen la mateixa sang. Però abans li diu: "The hardest thing in this world is to live in it. Be brave, live, for me" ("La cosa més difícil en aquest món és viure-hi. Sigues valenta, viu, per mi"). Quan Buffy se suïcida tanca amb ella el portal i la clau ja no és necessària, i per tant, Dawn passa a ser humana. Es trasllada a viure amb Willow i Tara, les quals adopten el paper de les seves «mares», ja que no li queda més família. Quan el Scooby Gang ressuscita Buffy, es torna cleptòmana per intentar cridar l'atenció de la gent.

### Spike
Interpretat per James Marsters, és un vampir del segle xix. Quan apareix per primera vegada, és un vampir com tots els altres, però amb més experiència. Encara que a la quarta temporada, uns soldats de la incitativa el capturen i li posen un xip al cervell que li impedeix atacar cap humà o ésser amb una ànima. Com que no pot valer-se com a vampir, es dedica a ajudar el Scooby Gang, per la satisfacció de matar, encara que siguin dimonis i vampirs. A la quarta temporada s'adona que està enamorat de Buffy, tot i que ella el rebutja.

### Rupert Giles
Interpretat per Anthony Stewart Head és el vigilant no oficial de Buffy. Abans era el seu vigilant oficial, però com que va saltar-se les regles del Consell per a ajudar Buffy, aquest el va expulsar, i Buffy va decidir que no volia tenir cap watcher. Així que en Giles va continuar ajudant Buffy de forma no oficial. Quan Buffy es va suïcidar en la cinquena temporada, ell se'n va anar a Gran Bretanya, i va tornar als Estats Units quan li van dir que Buffy tornava a ser viva.

### Tara Maclay
Interpretada per l'Amber Benson, és la xicota de Willow, també és una bruixa però no tan poderosa. Pensa que Willow fa un mal ús de la màgia i que no l'hauria d'utilitzar tan sovint. Willow l'embruixa perquè no recordi res de la seva discussió. En la temporada anterior, Glory li xucla l'energia i actua irracionalment i se l'ha de cuidar com si fos un nadó. Però Willow aconsegueix que torni a ser normal mitjançant la màgia.

### Sweet
Interpretat per Hinton Battle, és un dimoni que surt exclusivament en aquest episodi. Aquest dimoni quan és invocat submergeix tota una població en una mena de musical. És a dir, la gent sense un perquè comença a ballar i cantar sobre el que sent o el que li passa. Però quan algú balla o canta massa es sobreescalfa, comença a cremar i es mor.

## Argument
L'episodi comença amb l'Overture/Going through the motions i el títol del capítol en lletres vermelles. Es pot veure com Buffy es desperta i es queda mirant el despertador. Seguidament, i a una altra habitació, es veu Willow vestida que marxa de casa i Tara que fa el llit i sota el seu coixí es troba una flor -a la que no li dona gaire importància- però és la que ha utilitzat Willow en el capítol anterior per a esborrar-li la memòria. Per un altre racó de la casa, Dawn intenta entrar al lavabo. Després d'això, canvia l'escenografia i se situa a la Magic Box, on Anya i Xander estan mirant una revista de bodes. A continuació, Giles li treu un llibre a Dawn. Feta la presentació de tots els personatges, es veu la típica escena del Scooby Gang reunits a la Magic Box, i finalment, Giles li dona una destral a Buffy com a símbol que se n'ha d'anar a patrullar, i que, per tant, ja és de nit.
A continuació, apareix Buffy al cementiri i comença la segona part de la cançó: «Going through the motions». En aquesta cançó Buffy explica que no se sent viva, que la vida ja no l'omple. Durant la performance canten: Buffy, un grup de vampirs i un dimoni, i un noi que Buffy salva. Tot això sense deixar de barallar-se amb els vampirs quan patrulla.
L'endemà, quan Buffy va a la Magic Box tots confessen que a la nit anterior es van posar a cantar, sense cap motiu. Estan discutint sobre el que podria passar quan just comencen a cantar: I've got a thyory/Bunnies/If we're together. Giles comença a plantejar-se que podria ser alguna mena de dimoni ballarí, però de seguida s'adona que és ridícul. Willow diu que podria ser un nen que estigués somiant i que ells estiguessin atrapats en el seu somni -fa referència a un capítol de la segona temporada-, tots coincideixen en el fet que haurien de trobar una solució. En Xander proposa que podrien ser bruixes, tot i que ho retira perquè Willow i Tara ho són. Seguidament, l'Anya proposa que podrien ser conills, i comença a cantar Bunnies, amb tot d'efectes especials. Finalment, entra Buffy amb If we're together dient que no importa el que sigui, ells ho superaran junts.
Un cop han acabat de cantar, Buffy surt al carrer per comprovar si ells són els únics, i es troba un grup de gent cantant i ballant The mustard, per explicar que la tintoreria els ha tret la taca de mostassa que tenien a la camisa. En aquest moment, arriba Dawn de l'institut, i els explica que ella també s'ha posat a cantar a la classe amb els seus companys i professors. Sense que els altres s'hi fixin, Dawn roba un collaret.
Willow i Tara surten de la Magic Box i se'n van a un parc on uns nois li diuen a Tara que és molt guapa, i ella li diu a Willow que el que veuen en ella és a Willow. Comença a cantar Under your spell, on li agraeix a Willow que l'hagi salvat de la Glory, màgicament apareixen a l'habitació i allà Tara acaba la seva cançó dient que Willow la completa. Seguidament, es veu un home que balla desenfrenadament i que no pot parar, balla tant que s'acaba cremant, i per tant, es mor.
Tot seguit, apareixen Anya i Xander al seu llit i es lleven cantant «I'll never tell», on expressen les seves pors davant del matrimoni tot cantant i ballant. Just després, surten al carrer amb el Giles. Mentre caminen es van trobant diverses persones ballant, i una dona cantant «The parking ticket», la qual intenta que un policia no li posi una multa. Giles els explica que s'han trobat diversos cadàvers i que Buffy patrulla per investigar el que ha passat.
Buffy visita Spike per a obtenir informació, però comença a cantar «Rest in peace», en la qual li diu que com que no vol res amb ell, que el deixi en pau, ja que veure-la li fa mal, no només perquè l'estima, sinó perquè és l'únic que sap que els seus amics l'han treta del cel. Mentre canta, passegen pel cementeri i Spike arruïna un funeral, els dos sense voler cauen al forat on havien de posar el taüt, i Buffy surt corrents, per evitar la situació.
A continuació, apareix Dawn a la seva habitació, que es troba amb Tara i li diu que està molt feliç que Willow i ella hagin fet les paus després de la baralla que havien tingut el dia anterior. La Tara s'adona que hi ha quelcom que no va bé i torna a la Magic Box per investigar. Dawn es queda sola i comença a cantar «Dawn's lament», on es queixa que ningú li fa cas, però abans d'acabar la cançó arriben els esbirros del Sweet, uns titelles de mida humana, que s'emporten Dawn al Bronze. S'hi desperta sobre una taula de billar i ballant «Dawn's ballet» intenta escapar, però just quan està a punt de reeixir escapar-se es troba amb Sweet. Aquest comença a cantar «What you feel», i li explica que ella l'ha invocat. Mentre ballen, ell li canvia la seva roba per un vestit, per art de màgia. Sweet li explica que sap com se sent, i també li diu que la gent que balla massa acaba cremant-se. Finalment, li diu que se l'emportarà a la seva dimensió perquè sigui la seva reina. Ella li diu que no seria correcte, perquè només té quinze anys i si desapareix, la seva germana s'enfadaria, ja que és slayer. Quan sent això Sweet diu que la cosa es posa interessant.
Tornem a aparèixer a la Magic Box on Giles està entrenant a Buffy, i mentre l'entrena comença a cantar «Standing» tot i que Buffy no se n'adona. Expressa que Buffy depèn massa d'ell i que no està llesta per al món exterior, i tot i que ell li ha dit que estaria al seu costat creu que és millor que la deixi perquè aprengui a valer-se per ella mateixa. Tot i que li agradaria poder-la ajudar, amb ell ja li ha passat el torn i ara només s'interposa en el camí i, per tant, no pren les seves responsabilitats com hauria de fer. Explica que li agradaria quedar-se però que sap que se n'ha d'anar.
En una altra part de la Magic Box surt Tara llegint llibres i en un dels quals troba que Willow ha utilitzat la flor que s'havia trobat sota el coixí per a esborrar-li una part de la memòria. Llavors es posa a cantar «Under your spell/Standing». En aquesta cançó explica que sap que li ha fet l'embruix i que, si continuen així, acabarà amb ella. Just en aquest moment entra Giles cantant Standing i els dos fan una barreja de les dues cançons dient que per molt que s'estimin a aquelles persones (Willow i Buffy) se n'han d'anar pel bé d'elles.
Just en aquell moment Spike entra a la Magic Box amb un dels esbirros de Sweet. Aquest els diu que tenen a la germana de Slayer i que volen que aquesta hi vagi si volen salvar-la. Giles diu que Buffy hi hauria d'anar sola, així que ella surt sola i mentre va cap al Bronze comença a cantar «Walk thorugh the fire». Buffy comença la cançó dient que faci el que faci no sent, i que no hi ha diferencia entre continuar vivint o morir. En una altra banda apareix Spike que està sol i comença a cantar expressant que no suporta ser l'únic que sap que Buffy no és feliç, i que li agradaria que és moris, tot i que després canvia d'idea i surt a ajudar-la. En aquest punt de la cançó comença a cantar Sweet intercalant-se amb Spike, dient que ella mai aprendrà. Just després, es veu la Magic Box on Giles es replanteja la idea d'haver-li dit que anés sola a salvar Dawn. Llavors, Xander diu que potser Buffy no se'n surt i l'Anya diu que podria tenir raó. Tots estan d'acord que han d'anar a ajudar-la. Tornem a veure com Buffy va cap al Bronze, explicant que els seus amics no saben el que li passa, però que mai ho poden saber. En aquest moment, els diferents personatges van cantant diferents frases sobre el que pensen de la situació. Tots canten que estan atrapats en el foc, en un punt en què no poden tornar enrere, i caminaran a través del foc i deixaran que cremi. Just quan s'acaba la cançó, Buffy tira a terra la porta del Bronze i s'enfronta a Sweet.
Un cop Buffy és dins el Bronze li diu a Sweet que canviï la seva germana per ella -és a dir, que s'endugui Buffy- si ella no el pot matar. Sweet li pregunta què en pensa de la vida i ella comença a cantar «Something to sing about» com a resposta. Un cop arriba el Scooby Gang Buffy revela que quan va morir va anar al cel i que ells l'havien tret d'allà, i just després de confessar-ho comença a ballar tan frenèticament que comença a cremar-se, fins que Spike la para i li diu que l'única manera de continuar és vivint. Quan s'acaba la cançó Dawn li recorda el que ella li va dir just abans de suïcidar-se "the hardest thing in this world is to live in it" (la cosa més difícil en aquest món és viure-hi).
Sweet, però, insisteix que s'ha d'emportar Dawn per casar-se amb ella, ja que ella porta el collaret que l'ha invocat. Però resulta ser que en realitat qui l'ha invocat ha estat Xander. Així doncs, Sweet marxa sol però abans canta What you feel - Reprise. Els explica que no tornaran a ser ells mateixos, ja que han estat revelant els seus secrets més profunds. Els diu que diguin una vegada més, amb sentiment -once more, with feeling- que són feliços. És d'aquesta frase d'on ve el nom del capítol. Dit això, marxa a la seva dimensió.
Dawn comença a cantar «Where do we go from here», tots expressen que no saben què fer, ja que el camí està borrós. Quan han acabat de cantar, el Spike surt del Bronze i Buffy el segueix. Una altra vegada li pregunta que vol a Buffy, ja que vol que el deixi en pau. Buffy com a resposta comença a cantar «Coda», en la qual canta el començament de «Walk through the fire», dient que no sent res i que només vol sentir. Spike intercaladament comença a cantar «Rest in peace», i es fan un petó mentre el Scooby Gang dins el Bronze canta una última frase dient «Where do we go from here» i apareixen unes cortines vermelles que tanquen l'episodi.

## Cançons

### En el capítol
- «Main Title»
- «Overture / Going Through The Motions»
- «I've Got A Theory / Bunnies / If We're Together»
- «The Mustard»
- «Under Your Spell»
- «I'll Never Tell»
- «The Parking Ticket»
- «Rest In Peace»
- «Dawn's Lament»
- «Dawn's Ballet»
- «What You Feel»
- «Standing»
- «Under Your Spell / Standing - Reprise»
- «Walk Through The Fire»
- «Something To Sing About»
- «What You Feel - Reprise»
- «Where Do We Go From Here?
- «Coda»
- «End Credits (Broom Dance / Grr Arrgh)»

### En el CD,Once More With Feeling
- «Overture / Going Through The Motions»
- «I've Got A Theory / Bunnies / If We're Together»
- «The Mustard»
- «Under Your Spell»
- «I'll Never Tell»
- «The Parking Ticket»
- «Rest In Peace»
- «Dawn's Lament»
- «Dawn's Ballet»
- «What You Feel»
- «Standing»
- «Under Your Spell / Standing - Reprise»
- «Walk Through The Fire»
- «Something To Sing About»
- «What You Feel - Reprise»
- «Where Do We Go From Here?
- «Coda»
- «End Credits (Broom Dance / Grr Arrgh)»
- «Main Title»
- «Suite From "Restless": Willow's Nightmare / First Rage / Chain Of Ancients»
- «Suite From "Hush": Silent Night / First Kiss / Enter The Gentleman / Schism»
- «Sacrifice (from "The Gift")»
- «Something To Sing About (Demo)»